# Янг (округ)
Округ Янг (англ. Young County) расположен в США, штате Техас. На 2000 год численность населения составляла 17 943 человек. По оценке бюро переписи населения США в 2009 году население округа составляло 17 792 человек. Окружным центром является город Грейам.

## История
Округ Янг был сформирован в 1856 году.

## География
По данными Бюро переписи населения США площадь округа Янг составляет 2388 км².

### Основные шоссе
- Шоссе 380
- Автострада 16
- Автострада 67
- Автострада 71
- Автострада 114

### Соседние округа
- Арчер  (север)
- Джэк  (восток)
- Пало-Пинто  (юго-восток)
- Стивенс  (юг)
- Трокмортон  (запад)

## Демография
По данным переписи населения 2000 года в округе проживало 17 943 жителей. Среди них 25,2 % составляли дети до 18 лет, 18,5 % люди возрастом более 65 лет. 51,6 % населения составляли женщины.
Национальный состав был следующим: 95,3 % белых, 2,1 % афроамериканцев, 0,9 % представителей коренных народов, 0,3 % азиатов, 15,6 % латиноамериканцев. 1,2 % населения являлись представителями двух или более рас.
Средний доход на душу населения в округе составлял $16710. 15,2 % населения имело доход ниже прожиточного минимума. Средний доход на домохозяйство составлял $39898.
Также 72,1 % взрослого населения имело законченное среднее образование, а 14,4 % имело высшее образование.